# Difloxacin
Difloxacin (INN), được bán dưới tên thương mại Dicural, là một loại thuốc kháng sinh fluoroquinolone được sử dụng trong thú y. Nó có độ phổ biến rộng, phụ thuộc vào nồng độ, hoạt động diệt khuẩn; tuy nhiên, hiệu quả của nó không tốt như enrofloxacin hoặc pradofloxacin.

## Tác dụng phụ
Giống như các fluoroquinolones khác, difloxacin gây ra chứng arthropathy ở động vật đang phát triển chưa trưởng thành, đặc biệt là chó. Tác dụng phụ thường gặp nhất là các triệu chứng tiêu hóa như nôn mửa, tiêu chảy và chán ăn, ngay cả khi dùng quá liều. Chỉ có biện pháp hỗ trợ, chứ không phải điều trị bổ sung, được khuyến cáo để quản lý quá liều hoặc độc tính vì phản ứng tự hạn chế. 
Chống chỉ định bao gồm những con chó nhỏ và vừa gồm những con chó nhỏ hơn 8 tháng tuổi; giống lớn dưới 12 tháng tuổi; giống khổng lồ dưới 18 tháng tuổi; những con có rối loạn thần kinh trung ương; và quá mẫn với difloxacin hoặc fluoroquinolone khác.

## Nghiên cứu
Liều tối thiểu (5 mg / kg) đã được khẳng định trong một thử nghiệm lâm sàng của HTI Bio-Services, Inc. Đánh giá liều hiệu quả để điều trị một vết thương da bị nhiễm. Nghiên cứu bao gồm bốn mươi tám con chó giống (cả đực lẫn cái) với trọng lượng dao động từ 14,5-24,5 kg. Những con chó này được phân ngẫu nhiên vào các nhóm điều trị. Một khi những vết thương đã được tạo ra, những con chó đã được cấy vào môi trường nuôi cấy cả Escherichia coli và Klebsiella pneumoniae. Các quan sát và đo đạc quan trọng sau đó được thực hiện và lập bảng. 
Các thử nghiệm thực nghiệm lâm sàng cũng được thực hiện để đánh giá hiệu quả và tính an toàn của thuốc viên difloxacin. Dấu hiệu lâm sàng của nhiễm trùng do vi khuẩn được định nghĩa trong một quy trình. Những con chó biểu hiện với các nhà nghiên cứu với những dấu hiệu này đã được đưa vào nghiên cứu. Tổng cộng, mười tám bác sĩ thú y nằm ở bốn vùng địa lý khác nhau của Hoa Kỳ (Đông Nam, Trung Tây, Tây Bắc và Tây) đã tiến hành đánh giá hiệu quả và đánh giá an toàn lâm sàng.